# Larca notha
Larca notha es una especie de arácnido del orden Pseudoscorpionida de la familia Larcidae.

## Distribución geográfica
Se encuentra en Colorado Oregón y Saskatchewan.